# Lambda Eridani
Désignations
Lambda Eridani (λ Eridani / λ Eri) est une étoile de la constellation de l'Éridan, située à proximité immédiate de la brillante Rigel de la constellation voisine d'Orion. Elle est visible à l’œil nu, avec une magnitude apparente de 4,25. L'étoile présente une parallaxe annuelle de 4,02 mas mesurée par le satellite Hipparcos, ce qui permet d'en déduire qu'elle est distante d'approximativement de ∼ 810 a.l. (∼ 248 pc).

## Propriétés
Lambda Eridani est une étoile Be, classée comme géante ou sous-géante selon la source, de type spectral B2 IVne ou B2 III(e)p. Comme toutes les étoiles Be, elle tourne rapidement sur elle-même avec une vitesse de rotation projetée de 327 km/s, à comparer avec la vitesse critique de 440 km/s au-delà de laquelle l'étoile serait détruite. Cette vitesse de rotation élevée donne à l'étoile une forme aplatie avec un bourrelet équatorial qu'on estime être 25 % plus grand que son rayon polaire. Sa période de rotation est estimée valoir le double de sa période de variation, c'est-à-dire 1,4 jour. L'étoile possède également un disque circumstellaire en rotation qui est vu de côté, ce qui fait de Lambda Eridani une étoile à enveloppe (shell star), où le disque apparaît plus opaque que la normale.
Comme la plupart des étoiles Be, Lambda Eridani émet des rayons X mous. En 1993, une éruption géante de rayons X a été observée, durant laquelle sa luminosité en rayons X s'accrut d'un facteur 6 sur une période de 39 heures. Lambda Eridani fait près de neuf fois la masse du Soleil, et son rayon est 8,6 fois plus grand que le celui du Soleil. Elle est 7 510 fois plus lumineuse que le Soleil et sa température de surface est de 21 150 K.

## Variabilité
Lambda Eridani est classée dans le General Catalogue of Variable Stars comme une étoile variable de type Beta Cephei. L’International Variable Star Index de l'AAVSO définit cependant un type de variable « LERI ». L'étoile y est à la fois classifiée en tant que variable de type λ Eri et en tant que variable de type γ Cas étant donné qu'elle montre à la fois des variations périodiques à court terme et des variations éruptives sur de plus grandes échelles de temps,. Elle a été l'une des premières étoiles où l'on a détecté des variations périodiques à court terme . Le profil de ligne des périodes de variabilité sont de 0,702 et de 0,269 jour, avec également des périodes de 0,6 et de 0,75 jour présentes de manière intermittente. L'amplitude photométrique de la variation est de 0,010 magnitude.